# Paroligia nadgani
Paroligia nadgani là một loài bướm đêm trong họ Noctuidae.